# إريك ستانفورد
إريك ستانفورد (بالإنجليزية: Eric Stanford) هو نحات بريطاني، ولد في 1932.